# 에스미촌
에스미촌(江住村)은 와카야마현 니시무로군에 있던 촌이다. 현재의 스사미정 남동부에 해당한다.

## 역사
- 1889년 4월 1일 - 정촌제 시행에 의해 3개촌의 구역을 확장해 니시무로군 에스미촌이 성립하였다.
- 1956년 4월 1일 - 스사미정의 일부를 편입하였다.
- 1959년 3월 25일 - 스사미정에 편입해, 동일 에스미촌은 폐지되었다.

## 교통

### 철도
- 일본국유철도
  - 기세이 본선

### 도로
- 국도 제170호선 (현・국도 제42호선)

## 참고문헌
- 角川日本地名大辞典 30 和歌山県